# Xinghua, Fengkai
Xinghua (kinesiska: 杏花) är en köping i sydöstra Kina. Den ligger i Fengkai härad i staden Zhaoqing i provinsen Guangdong, omkring 160 kilometer väster om provinshuvudstaden Guangzhou. Antalet invånare är 23 277. Befolkningen består av 11 719 kvinnor och 11 558 män. Barn under 15 år utgör 25,0 %, vuxna 15-64 år 59 %, och äldre över 65 år 14,0 %.